# Козинка (нижний приток Белой)
Козинка — река на Украине, протекает в Белокуракинском районе Луганской области. Левый приток Белой, притока Айдара. Длина реки 23 км, площадь водосборного бассейна 245 км², уклон 1,4 м/км.
Исток реки расположен к северу от села Лизино. Течёт на юг, в середине русла поворачивает на юго-запад. Протекает через сёла Шапаровка и Целуйково. У села Паньковка впадает в Белую неподалёку от станции Чумбур. Место впадения Козинки расположено в 26 км от устья реки Белой.